# Arthur Saint-Léon
Arthur Saint-Léon (París, 17 de septiembre de 1821 - 2 de septiembre de 1870) fue un maestro de ballet y coreógrafo francés. Realizó parte importante de su carrera como maestro y coreógrafoen el Ballet Imperial de San Petersburgo desde 1859 hasta 1869. Su coreografía más conocida es el ballet Coppélia.

## Biografía
Nació en París, pero se crio en Stuttgart, donde su padre era maestro de danza para la corte y el ballet del teatro de la ciudad. Saint-Léon fue animado por su padre, que también había sido bailarín del Ballet de la Ópera de París, a estudiar música y danza. Estudió violín con Joseph Mayseder y Niccolò Paganini. Al mismo tiempo, estudió ballet para poder actuar tanto como violinista como bailarín.
A los 17 años debutó como primer bailarín en un papel de carácter en el Teatro Real de la Moneda de Bruselas. Comenzó a realizar giras por toda Europa bailando en Alemania, Italia, Inglaterra, obteniendo mucho éxito. En particular, a la audiencia londinense, a la que en ese momento no le gustaba ver a hombres bailando en el escenario, le gustó mucho. Fue muy apreciado por sus giros y sus saltos. Consiguió ganarse el aplauso en todos los teatros en los que bailaba, y esto no era muy común en la Era Romántica, donde la única estrella en el escenario era la bailarina bailando en puntas.
Estando en Viena, pudo bailar por primera vez con Fanny Cerrito y desde ese mismo momento los dos se volvieron casi inseparables, hasta que se casaron en 1845. Para Cerrito, Saint-Léon coreografió un ballet que fue un éxito en Londres La Vivandière (1843). Creó también ballets para el Teatro La Fenice de Venecia y para la Ópera de París.
Llegó a ser maestro de la compañía de ballet de la Ópera y se encargó de coreografiar los divertimentos de las más importantes producciones de ballet. Se separó de su esposa en 1851 y cuando ella fue invitada a bailar en la Ópera, Saint-Léon se retiró.
Después de una gira por Europa (también trabajó tres años para el Teatro Nacional de San Carlos de Lisboa), fue invitado a suceder a Jules Perrot en 1859 como maestro de ballet en el Teatro Imperial Bolshoi Kamenny, sede del renombrado Ballet Imperial del Zar, en San Petersburgo, Rusia, cargo que ocupó hasta 1869 (fue sucedido por Marius Petipa).
Su bailarina favorita era Adèle Grantzow que actuó mucho en sus ballets. Saint-Léon la llevó a la Ópera de París y luego a Italia, su intención también era hacer Coppélia (1870) para ella. Aunque coreografió muchos ballets, es el único que nos ha llegado casi completo. Murió dos días después de que la temporada inicial del ballet terminara prematuramente debido a la guerra franco-prusiana. A fines de noviembre, la creadora de Swanilda, Giuseppina Bozzachi, murió al cumplir 17 años.
Saint-Léon es famoso también porque inventó un método de notación de ballet descrito en el libro: La Sténochoréographie, ou Art d'écrire promptement la danse publicado en 1852. Es el primer método de notación coreográfica que documentaba no solo los pies sino también los movimientos de los brazos, el torso y la cabeza.

## ElPas de Six de La Vivandière
En 1848, Saint-Léon anotó un Pas de Six de su ballet de 1846 La Vivandière en La Sténochorégraphie . La notación se conservó en los archivos de la Ópera de París, y en 1975 la experta en notación de danza Ann Hutchinson-Guest y el maestro de ballet Pierre Lacotte reconstruyeron la coreografía de Saint-Léon y la música de Cesare Pugni para el Joffrey Ballet. En 1978, Lacotte representó el Pas de Six para el Mariinsky Ballet (el antiguo Ballet Imperial), que aún lo conserva en su repertorio. Desde entonces, el Pas de Six ha sido representado por muchas compañías de ballet de todo el mundo y se conoce como La Vivandière Pas de Six o Markitenka Pas de Six (como se le conoce en Rusia). El Pas de Six es la única coreografía conocida de Saint-Léon que ha sobrevivido.

## Coreografías principales
- 1843 La Vivandière (mus. Cesare Pugni )
- 1847 La Fille de marbre (mus. Cesare Pugni, según Alma, ou la Fille de feu de Jules Perrot )
- 1849 Le Violon du Diable (mus. Cesare Pugni). Aquí, Saint-Léon actuó como bailarín y violinista.
- 1850 Stella (mus. Cesare Pugni)
- 1860 Graziella ou La Querelle amoureuse (mus. Cesare Pugni)
- 1861 La Perle de Sevilla (mus. Cesare Pugni)
- 1864 Fiametta (mus. Ludwig Minkus )
- 1864 El caballito jorobado (mus. Cesare Pugni)
- 1866 Le Poisson doré (mus. Ludwig Minkus)
- 1866 La Source (mus. Ludwig Minkus y Léo Delibes )
- 1869 Le Lys (mus. Ludwig Minkus) Aquí, Minkus reutilizó gran parte de la música que escribió para La Source .
- 1870 Coppélia (mus. L. Delibes)